# New Mapoon virus
Il virus New Mapoon (NMV)  è un arbovirus della famiglia dei Flavivirus, genere flavivirus, appartiene al IV gruppo dei virus a ((+) ssRNA).

Il virus NMV appartiene all'omonimo gruppo di virus Kokobera (KOKV) costituito da tre specie del genere flavivirus.